# Sriednieje Kujto
Sriednieje Kujto (ros. Среднее Куйто; fiń. Keski-Kuittijärvi) – jezioro w europejskiej części Rosji, w północno-zachodniej Karelii, jedno z trzech jezior Kujto. Zajmuje powierzchnię 275,7 km². Linia brzegowa ma 165,6 km. Średnia głębokość wynosi 10,8 m, natomiast głębokość maksymalna sięga 34 m. Na jeziorze znajduje się 39 wysp o łącznej powierzchni 17,4 km². Na półnonym brzegu położona jest miejscowość Kalewała. Do jeziora uchodzi rzeka Uchta.